# دوشیزه اروپا ۲۰۰۵
دوشیزه اروپا ۲۰۰۵ پنجاه و هفتمین دوره مسابقه دوشیزه اروپا و دومین دوره تحت رهبری Endemol فرانسه بود. در ۱۲ مارس ۲۰۰۵ در پاریس، فرانسه برگزار شد. شرمینه شهریور از آلمان، تاج دوشیزه اروپا را در سال ۲۰۰۵ توسط ژوزانا لاکی از مجارستان به دست آورد.

## نتایج

### رده‌بندی نهایی
| قرار دادن         | شرکت کننده |
| ----------------- | --- |
| دوشیزه اروپا ۲۰۰۵ | - آلمان – شرمینه شهریور |
| نایب قهرمان اول   | - ارمنستان – لوسین توماسیان |
| نایب قهرمان دوم   | - فرانسه – سیندی فابر |
| نایب قهرمان سوم   | - انگلستان – لورا شیلدز |
| نایب قهرمان چهارم | - اسلواکی - تاتیانا کرمیوا |
| ۱۲ نفر برتر       | - جمهوری چک – ادیتا هورتوا - فنلاند – میرا سالو - یونان – والیا کاکوتی - ایسلند – سیگرون بندر - لهستان – کارولینا گورازدا - صربستان و مونته‌نگرو - ساندرا اوبرادوویچ - ترکیه – Birce Akalay |

## داوران
- الودی گوسوین
- میشل لواتون
- پاکو رابان
- شارل آزناوور
- آدریانا اسکلناریکووا

## شرکت‌کننده‌گان
- ارمنستان - لوسینه توماسیان
- بلاروس - Ol'ga Gerasimovich
- بلژیک - Tatiana Silva
- بوسنی و هرزگوین - Selma Sejtanic
- بلغارستان - Kristina Radneva
- کرواسی - Valentina Lesic
- قبرس - Eliana Charalambous
- جمهوری چک - Edita Hortová
- دانمارک - Heidi Zadeh
- انگلستان - Laura Shields
- استونی - Aljona Kordas
- فنلاند - Mira Salo
- فرانسه - Cindy Fabre
- آلمان - Shermine Shahrivar
- جبل طارق - Helen Gustafson
- یونان - Valia Kakouti
- مجارستان - Eszter Toth
- ایسلند - Sigrun Bender
- جمهوری ایرلند - Cathriona Duignam
- اسرائیل - Keren Friedman
- لتونی - Julija Djadenko
- مالت -  Denise Renée Huizer
- مولدووا - Irina Sili
- هلند - Tessa Amber Brix[۷]
- نروژ - Ann Jeanett Ersdal
- لهستان - Karolina Gorazda
- پرتغال - Marina Raquel G. Rodrigues
- رومانی - Andrea Raduna
- روسیه - Diana Zaripova
- Serbia and Montenegro - Sandra Obradovic
- اسلواکی - Tatiana Keremeryova
- اسپانیا - Farah Ahmed Ali
- سوئد - Marie Dahlin
- سوئیس - Céline Nusbaumer
- ترکیه - Birce Akalay
- اوکراین - Hanna Dehtyar